# Hornické muzeum Rudolfov
Hornické muzeum v Rudolfově je muzeum zaměřené na bývalé dolování stříbra v Rudolfovském rudním revíru. Zřizovatelem muzea je město Rudolfov v okrese České Budějovice v Jihočeském kraji. Stálá expozice kromě historie dolování stříbra dokumentuje i dějiny hornického městečka Rudolfova a jeho novodobou historii. K exponátům muzea patří např. faksimilie důlních a revírních map, listiny, geologické vzorky, modely důlních strojů, kolekce báňských svítidel, replika štoly s pracujícím středověkým havířem a další.

## Historie muzea
Hornické muzeum v Rudolfově bylo otevřeno v létě roku 1996 v objektu bývalé mateřské školy, využívaném jako víceúčelové zařízení (kromě muzea byla v objektu také městská knihovna). Zakladatelem muzea byl místní kronikář Vratislav Klabouch, autor publikace "Rudolfovsko", popisující historii těžby stříbra v Rudolfovském rudním revíru. Expozice byla průběžně rozšiřována a doplňována o nové exponáty a financována z prostředků města.
V roce 2014 byla expozice muzea přestěhována do nově zrekonstruovaného Perkmistrovského domu, který byl slavnostně otevřen 13. září 2014 a nachází se v něm pět výstavních sálů nového Hornického muzea, multifunkční sál, muzejní knihovna, studovna, badatelna a další zázemí. Prostředky na rekonstrukci domu byly přiděleny z Regionálního operačního programu Jihozápad, autorem projektu byl českobudějovický architekt Jaromír Kročák.

## Expozice

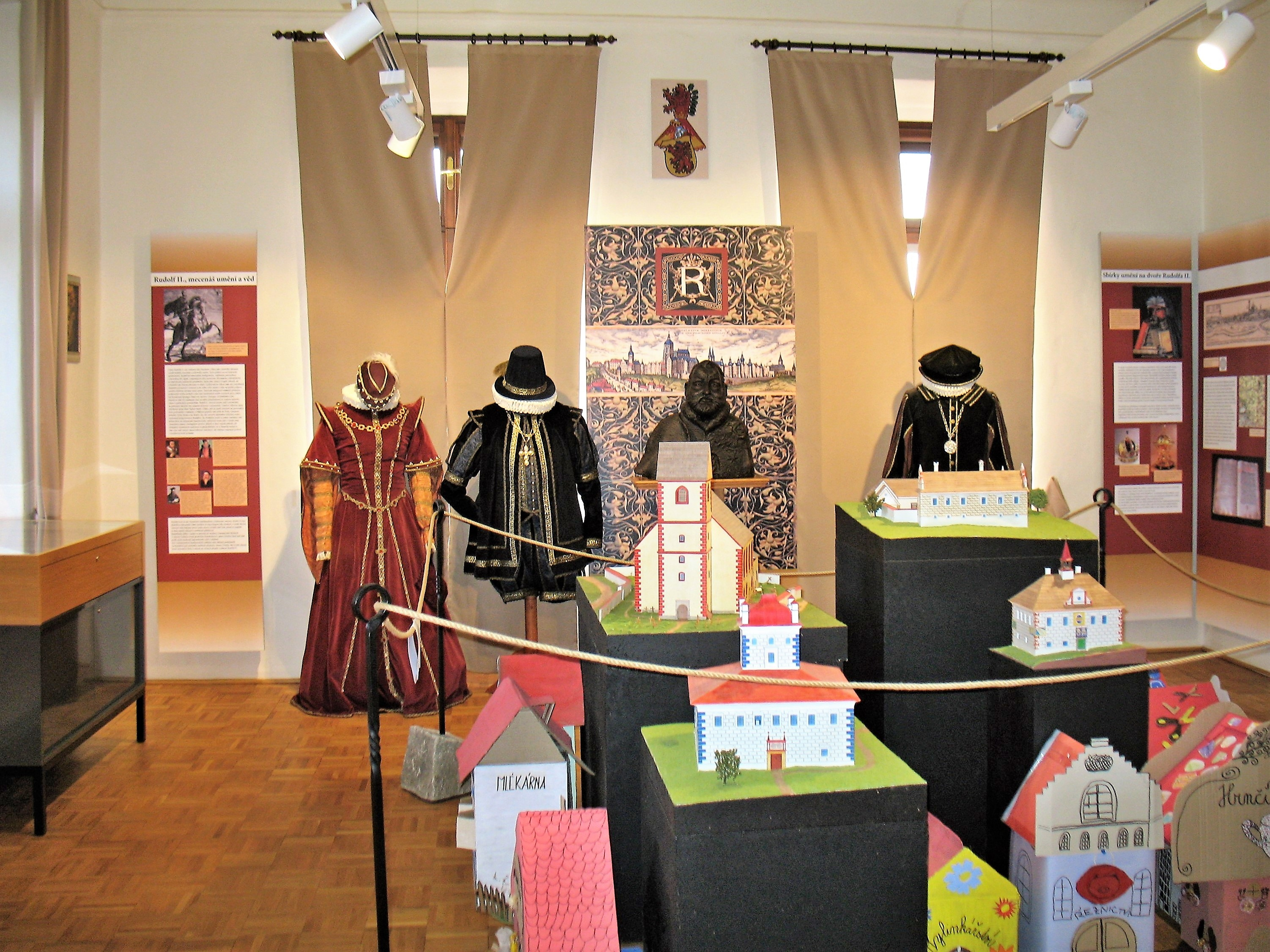
Expozice v 1. poschodí Perkmistrovského domu

Muzeum je rozděleno do tří částí. První část je zaměřena na hornictví a těžbu stříbra v Rudolfovské oblasti včetně historie dolování na území jižních Čech, druhá se týká doby Rudolfa II. a jejího obrazu ve městě Rudolfově včetně náhledu do historie alchymie, prubířství a mincovnictví. Třetí část expozice představuje stručné dějiny a život města od napoleonských válek po současnost. V prostorách muzea je vystavena řada dobových vyobrazení a báňských map, replik středověkých hornických nástrojů a svítidel, modely důlních strojů a zařízení, vzorky nerostů, ryzího stříbra a zlata i modely renesanční architektury. Součástí expozice jsou informace o geologii jižních Čech a ložiscích surovin v uvedeném regionu, stejně jako informace o méně známých báňských podnicích na území kraje, o vrcholném období těžby stříbra v Rudolfově i o posledních pokusech dolování na přelomu 19. a 20. století. Jednotlivé části muzejní expozice, týkající se hornictví, jsou nazvány Počátky hornictví na jihu Čech, Kolonizace Rudolfovska, Vrcholné období těžby stříbra, Báňská správa, Pokusy o obnovu těžby a Státní dolování. Mezi zajímavé exponáty patří alchymistický kruh z roku 1589 od jáchymovského zeměměřiče Hanse Dietricha. Kruh obepíná zázračný had, jenž svým tělem vymezuje směr nejbohatších rudních žil. Součástí muzea je muzejní knihovna a také badatelna s možností prezenčního studia odborné literatury a víceúčelový sál, určený pro krátkodobé výstavy, přednášky a kulturní akce. 